# Ернест Аґ'їрі
Ернест Аґ'їрі (англ. Ernest Agyiri, нар. 6 березня 1998, Аккра) — ганський футболіст, півзахисник естонського клубу «Левадія».
Виступав також за клуб «Волеренга».

## Ігрова кар'єра
Народився 6 березня 1998 року в місті Аккра.
У дорослому футболі дебютував 2016 року виступами за команду «Волеренга», в якій провів два сезони, взявши участь у 12 матчах чемпіонату. 
Згодом з 2018 по 2024 рік грав у складі команд «Тюбіз», «Еносіс», «Левадія», «Раннерс» та «Кольдінг».
До складу клубу «Левадія» приєднався 2025 року. Станом на 30 квітня 2025 року відіграв за талліннський клуб 8 матчів в національному чемпіонаті.

## Титули і досягнення
- Чемпіон Естонії (1):

ФКІ Левадія: 2021
- Володар Кубка Естонії (1):

ФКІ Левадія: 2020-21
- Володар Суперкубка Естонії (2):

ФКІ Левадія: 2022, 2025